# Alfred Mitchell-Innes
Alfred Mitchell-Innes (30 giugno 1864 – 13 febbraio 1950) è stato un economista, diplomatico e scrittore britannico. È stato il principale sostenitore della teoria creditizia della moneta, ossia quella teoria economica che considera la moneta non un mezzo di scambio dotato in sé di valore, come una merce, bensì una mera unità di conto, per misurare i debiti: la moneta equivale a un pagherò, un impegno a pagare una certa cifra. Ha avuto la Gran Croce dell'Ordine di Mejīdiyye, conferitagli sotto Abbas II, Chedivè di Egitto.

## Opere
- 'Love and The Law: a study of Oriental justice', Hibbert Journal, January 1913, pp. 273–296.
- 'What is Money', The Banking Law Journal, May 1913, pp. 377–408
- 'The Credit Theory of Money', The Banking Law Journal, Vol. 31 (1914), Dec./Jan., pp. 151–168.
- Martyrdom in our Times: Two essays on prisons and punishments, Williams & Norgate: London, 1932.

| Controllo di autorità | VIAF (EN) 33085152 · ISNI (EN) 0000 0000 4346 4885 · LCCN (EN) no2004053255 · GND (DE) 129735116 · BNF (FR) cb14584597s (data) · J9U (EN, HE) 987011288916005171 |